# Hélène (film)
Pour les articles homonymes, voir Hélène.
Pour plus de détails, voir Fiche technique et Distribution.
Hélène est un film français réalisé par Jean Benoît-Lévy et Marie Epstein, sorti en 1936.

## Synopsis
Hélène Wilfur, étudiante en médecine, est amoureuse d'un autre étudiant, Pierre, musicien, dont le père, chirurgien de note, l'exhorte à poursuivre lui aussi la médecine. Ce conflit familial cause un événement tragique qui amènera Hélène à oublier l'amour pour consacrer sa vie à la guérison.

## Fiche technique
- Titre : Hélène
- Titre original : Hélène Wilfur
- Réalisation : Jean Benoît-Lévy et Marie Epstein
- Scénario : Jean Benoît-Lévy et Marie Epstein, d'après le roman de Vicki Baum
- Photographie : Philippe Agostini et Léonce-Henri Burel
- Musique : Marcel Lattès
- Décors : Lucien Carré
- Son : Robert Teisseire
- Directeur de production : Jean Benoît-Lévy
- Société de production : Les Films Marquise
- Pays de production :  France
- Format : Noir et blanc — 35 mm — 1,37:1 — Son : Mono
- Genre : Comédie dramatique
- Durée : 109 minutes (1 h 49)
- Date de sortie : 
  - France : 17 octobre 1936

## Distribution
- Madeleine Renaud : Hélène Wilfur
- Constant Rémy : Le professeur Ambroise
- Jean-Louis Barrault : Pierre Régnier
- Héléna Manson : Valérie
- Odette Joyeux : Françoise
- Robert Le Vigan : Le docteur Régnier
- Georges Bever : Le garçon de laboratoire
- Jeanne Helbling : Yvonne Ambroise
- Blanche Peyrens : La doctoresse
- Greta Buelens : Totoche
- Marguerite Daulboys : La veuve
- René Dary : Marcel
- Maurice Baquet : Durant tout court
- Paul Escoffier : Le juge
- Armand Lurville : Le doyen
- Tsugondo Maki : L'étudiant japonais
- Roger Toziny : Le libraire
- Juozas Miltinis : Le Russe
- Gaby Andreu
- Gilberte Géniat
- Pierre-Louis
- Pierre Sarda

## Autour du film
- Madeleine Renaud et Jean-Louis Barrault se sont rencontrés en tournant ce film[1].